# Lairoux
Lairoux település Franciaországban, Vendée megyében. Lakosainak száma 601 fő (2022. január 1.). Lairoux La Bretonnière-la-Claye, Chasnais, Curzon, Saint-Benoist-sur-Mer és Saint-Denis-du-Payré községekkel határos.

## Népesség
A település népességének változása:
| Lakosok száma | 599  | 611  | 638  | 619  | 620  | 621  | 616  | 608  | 601  |
|               | 2013 | 2015 | 2016 | 2017 | 2018 | 2019 | 2020 | 2021 | 2022 |